# Bauphysik (Zeitschrift)
Bauphysik ist die einzige deutschsprachige Fachzeitschrift im Bereich Bauphysik. Sie wurde 1979 im Gefolge der Energiekrise begründet und erscheint zweimonatlich im Verlag Ernst & Sohn.
In der Zeitschrift erscheinen jährlich ca. 35 wissenschaftliche Aufsätze und Projektberichte mit interdisziplinärem Hintergrund sowie Berichte über aktuelle technische Entwicklungen auf den Gebieten der Wärme, der Feuchte, des Schalls, des Brands, des Lichts und der Energie bei Hochbauten. Zu ihren Autoren gehören u. a. die ehemaligen Direktoren des Fraunhofer-Institut für Bauphysik (IBP) Karl Gertis, Gerd Hauser und Klaus Sedlbauer. Mitglieder des Redaktionsbeirates sind  Heinz-Martin Fischer (Hochschule für Technik Stuttgart), Nabil A. Fouad (Leibniz Universität Hannover), Karl Gertis (bis 2013: IBP Holzkirchen) und Andreas Wagner (KIT Karlsruhe). Die Chefredakteurin von Bauphysik ist   Claudia Ozimek.
Seit dem 4. Juni 2008 ist die Bauphysik im Journal Citation Report von Clarivate Analytics (vormals Thomson Reuters) gelistet, der Impact-Faktor für das Jahr 2020 beträgt 0,296. 